# Mohammed Helmy
Mohammed Helmy (arabe : محمد حلمي), né le 25 juillet 1901 à Khartoum et mort le 10 janvier 1982 à Berlin, est un médecin égyptien qui a sauvé plusieurs Juifs de la persécution nazie à Berlin pendant la Shoah. Reconnu Juste parmi les nations par Yad Vashem, il est le premier Arabe à recevoir cette distinction,.

## Biographie
Mohammed Helmy naît à Khartoum, au Soudan, d'un major de l'armée égyptienne. Il se rend à Berlin en 1922 pour étudier la médecine. Il continue à y travailler comme chef du département d'urologie à l'Institut Robert-Koch (plus tard appelé hôpital de Moabit) après avoir obtenu son diplôme et été apprenti auprès d'un professeur de médecine juif, le professeur Georg Klemperer.

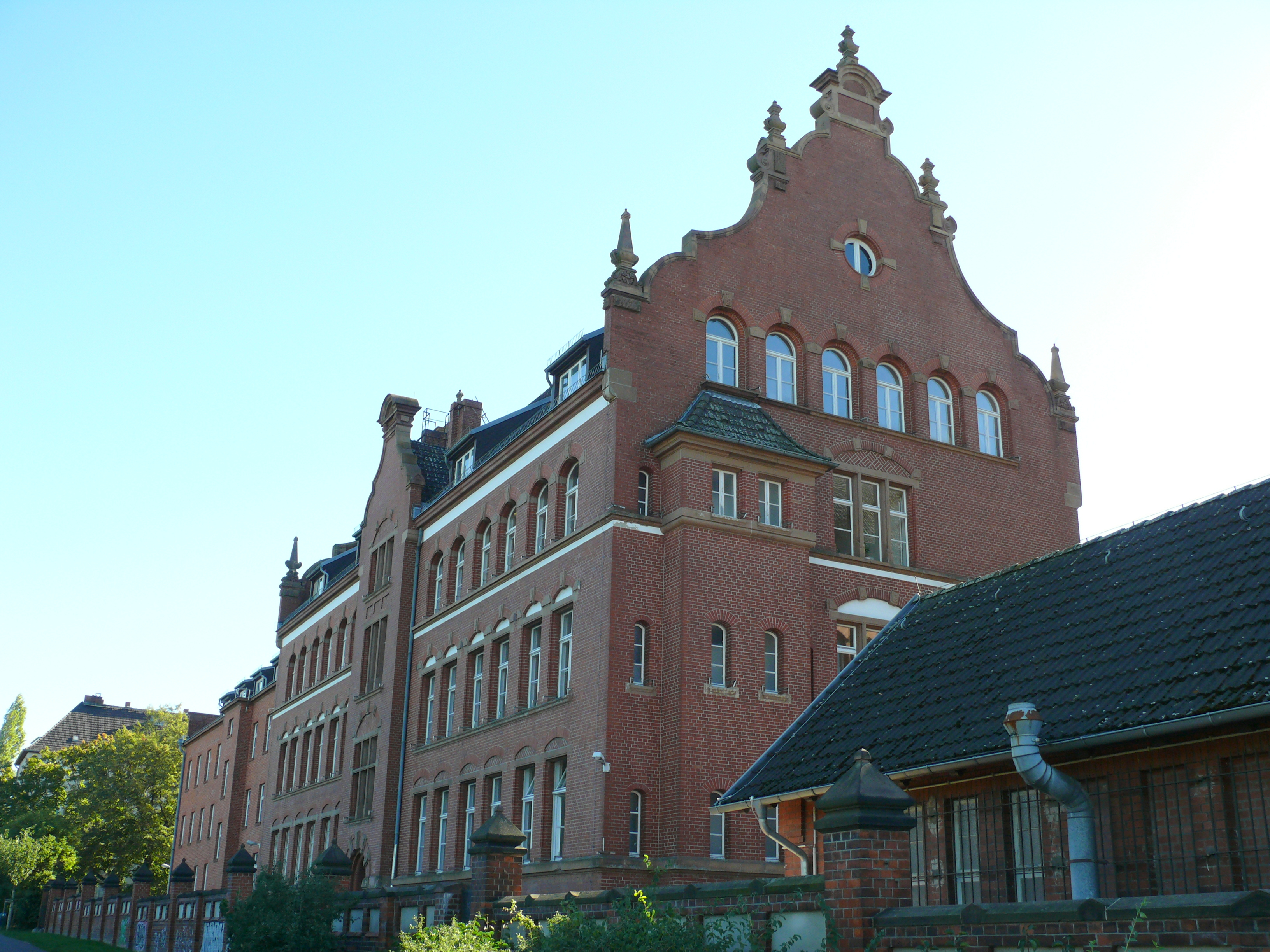
Institut Robert Koch à Berlin, où Mohammed Helmy travailla durant la période nazie.

Largement impliqué dans la politique nazie, l'hôpital provoque un boycott anti-juif suivi d'une vague de licenciements trois mois après l'arrivée au pouvoir des nazis en 1933, et perd les deux tiers de tous ses médecins et scientifiques de niveau intermédiaire, qui sont juifs ;  Chassés de l’hôpital par des membres de la section d'assaut S.A. et emmenés dans une ancienne caserne de l’armée, ils sont violemment battus pendant la nuit et certains en meurent. Helmy lui-même n'est ni hostile ni sympathisant nazi mais s'accommode des nouveaux maîtres de l'Allemagne qui offrent des postes de médecins devenus vacants. Un rapport de 1934 de l'hôpital de Helmy indique : « Bien qu’étranger, le comportement du Dr. Helmy a démontré une attitude constamment pro-allemande » ; sa nomination à l’hôpital de Moabit est décrite par ses patrons comme « hautement souhaitable dans l’intérêt des Allemands à l’étranger, selon les déclarations du Foreign Office et de la délégation [égyptienne] ».
Plus tard, il n'apprécie plus la nomination des nouveaux médecins nazis qu'il trouve incompétents et insensibles envers leurs patients. Des plaintes s'élèvent alors contre lui et victime de discriminations, il est finalement relevé de ses fonctions en 1938 au motif qu'il est un Hamite non-aryen, selon la théorie raciale nazie. Il est également interdit de travailler dans les hôpitaux et d'épouser sa fiancée allemande infirmière, Annie Ernst. Il exerce alors dans le privé.
En septembre 1939, une loi obligeant les citoyens des « États ennemis » à s'enregistrer auprès des autorités est mise en œuvre. Peu de temps après, les Arabes d'Allemagne et des territoires annexés ou occupés par les nazis sont arrêtés, emprisonnés et déportés au camp d'internement de Wülzburg (de) près de Nuremberg. Les détenus égyptiens du camp devaient être échangés contre des Allemands détenus en Égypte. Le 3 octobre 1939, Helmy est arrêté et détenu pendant un mois avant d'être envoyé à Wülzburg, où il tombe gravement malade. Il est libéré avec le reste des prisonniers égyptiens en décembre de la même année. 
En janvier 1940, Heinrich Himmler ordonne l'internement de tous les ressortissants égyptiens adultes de sexe masculin, ce qui conduit à l'arrestation de Helmy, malade, pour la deuxième fois. Helmy se plaît alors à « jouer l’Arabe pro-nazi idéal imaginé par le bureau de propagande de Goebbels… un Égyptien dont la patrie avait souffert sous le joug des Britanniques détestés » et écrit à Hitler dans ce sens. Parallèlement, l'ambassade d'Égypte réussit à obtenir sa libération anticipée en 1940 en raison de la détérioration de son état, lui épargnant une autre année dans le camp d'internement.
Pendant plus d'un an, Helmy est obligé de se présenter à la police deux fois par jour et de fournir chaque mois la preuve qu'il est trop malade pour être renvoyé au camp d'internement. Engagé dans le cabinet du docteur Johannes Wedekind dans le quartier chic de Charlottenburg, Helmy fabrique des certificats de maladie pour les travailleurs étrangers afin de les aider à retourner dans leur pays, ainsi que pour les citoyens allemands afin de les aider à éviter la conscription civile et le service militaire obligatoire.
En 1943, Helmy est convoqué à l'hôtel Prinz-Albrecht, le quartier général notoire des SS à Berlin, où il rencontre le grand mufti de Jérusalem, Mohammed Amin al-Husseini, invité d'honneur d'Hitler depuis deux ans. Le docteur est chargé de fournir aux invités musulmans des soins médicaux.
Lorsque les nazis commencent à déporter les Juifs de Berlin, Helmy protège puis cache pendant toute la guerre une amie âgée de 16 ans qui voulait devenir infirmière pédiatrique, Anna Boros-Gutman, Hongroise de nationalité roumaine, dans une cabane de jardin, qu'il possède dans le quartier de Buch, en la faisant passer pour une nièce musulmane « Nadia »,. Suspecté, il réussit à échapper aux interrogatoires de la Gestapo, car les autorités savent bien que Helmy soigne les Juifs. Il cache également un certain nombre de parents  - ses anciens patients - de la jeune Boros-Gutmande la persécution nazie avec l'aide de Frieda Szturmann, subvenant également à leurs besoins et répondant à leurs besoins médicaux,.
Quatre des proches de Boros-Gutman parviennent à échapper à la déportation grâce à Helmy et Szturmann. Ils émigrent ensuite aux États-Unis.
Helmy peut finalement épouser Annie Ernst et vit le reste de sa vie à Berlin, où il meurt sans enfant en 1982. Frieda Szturmann meurt deux décennies plus tôt, en 1962.

## Hommages
Lorsque des lettres envoyées par Anna Boros-Gutman et ses proches peu après la guerre, pour honorer les noms de Helmy et Szturmann, au Sénat de Berlin sont découvertes dans les archives de Berlin, elles sont soumises au département des Justes parmi les nations de Yad Vashem à Jérusalem. 
Le 18 mars 2013, la commission pour la désignation des Justes décide d'attribuer à Helmy et Szturmann le titre de Justes parmi les nations, Helmy étant le premier Arabe à recevoir cet honneur,. Parmi plus de 26 500 Justes parmi les nations reconnus par Yad Vashem, environ 70 sont musulmans.
Les neveux de Helmy sont sollicités en 2013 par Yad Vashem pour leur remettre l'honneur décerné à leur oncle ; ils refusent cependant à accepter le prix, malgré le traité de paix signée entre les deux pays, en raison des relations hostiles entre Israël et l'Égypte et de la solidarité des Égyptiens à l'égard des Palestiniens,,. « Nous serions ravis si un autre pays lui rendait hommage », déclarent-ils à l'auteur allemand Ronen Steinke (de) qui leur a rendu visite. Finalement, quatre ans après avoir été reconnu comme le premier Juste arabe parmi les nations, un parent, le professeur Nasser Kotby, accepte de recevoir le certificat de la part de l'ambassadeur d'Israël à Berlin, mais lors d'une cérémonie au ministère allemand des Affaires étrangères et non à l'ambassade d'Israël, en raison de la difficulté de la famille à recevoir l'honneur directement d'une institution israélienne,.
La fille d'Anna fait parvenir une lettre aux descendants au Caire de Mohammed Helmy : « Tout ce que je veux vraiment, c’est que vous sachiez qu’il y a une famille à l’autre bout du monde qui éprouve de la gratitude et de l’amour pour le docteur Helmy. Nous ne cesserons jamais d’être émerveillés par ce qu’il a fait, et nous espérons que son héroïsme sera une source d’inspiration pour les autres ».

## Œuvres artistiques
Ronen Steinke publie en 2021 un ouvrage rendant hommage à son parcours, Anna et le docteur Helmy,.
La réalisatrice israélienne Taliya Finkel entreprend de faire un film intitulé Anna et le docteur égyptien sur cette histoire d'un Egyptien sauvant des Juifs dans l'Allemagne nazie, et a retrouvé la trace du petit-neveu du Dr Helmy, le Dr Nasser Kotby, et est entrée en contact avec la fille d'Anna Boros, Carla Gutman Greenspan qui vit aux Etats-Unis,.